# 力石定一
力石 定一（ちからいし さだかず、1926年10月6日 - 2016年1月22日）は、日本の経済学者、社会工学者。法政大学名誉教授。

## 略歴
広島県尾道市生まれ。旧制三高から旧制東京大学経済学部に進み、学生運動に身を投じる。東大共産党細胞において渡邉恒雄らとの路線闘争を繰り広げ勝利。1948年には武井昭夫、沖浦和光らと全学連（全日本学生自治会総連合）を結成。全学連の理論面での指導者とされた。翌年6月3日に東大で学生大量処分に抗議する公聴会が開かれたとき、処分理由を説明する矢内原忠雄経済学部長に「キミはファシストだ」と難詰した（キミ、ボク論争）。
東大卒業後、国民経済研究所研究員を経て、法政大学工学部経営工学科教授（社会工学）。1971 - 1973年にはNHKのテレビ番組「一億人の経済」のレギュラー司会を担当。1997年に定年退職。
退職後も、市民運動などで幅広く活躍。小田急線の高架訴訟では地下化の費用が高架建設よりも安価であるという報告書をまとめた「小田急連続立体交差工事に関する市民専門家会議」の座長や、徳島県の吉野川可動堰問題では、流域の森林整備という緑のダムにより可動堰計画を代替しようと提起した「吉野川流域ビジョン21委員会」の委員なども務めた。

## 経済思想
経済学者としての力石は、マルクス経済学派の中でも、革命に依らずして、漸次的改革の積み重ねによって社会を改良していこうとする構造改革論の立場であった。国民経済研究所の当時から「杉田正夫」のペンネームで多数の政策論文を発表し、構造改革論の旗手の一人として活躍。
池田勇人内閣の時代、ケインジアン的な資本主義の修正路線を評価しつつも、財政支出の量のみに注目して質を考慮しないというケインズ経済学の不十分性を批判もしていた。力石の構想した構造改革論は、財政の質を考慮しないという問題を抱えるケインズ政策に、さらなる民主的・社会的な改良を積み重ねることを通して、体制変革へとつなげようというものだった。
バブル経済崩壊後の日本の「失われた10年」の時代にあっては、道路とダムを筆頭とする鉄とコンクリートの公共事業からエコロジカルな公共事業への転換を訴える。2000年には、自然エネルギーの基盤整備、鉄道貨物の振興、森林の手入れなど緑のダム整備などによって雇用と有効需要を確保しつつ、同時にシュンペーター的な技術革新によってコンドラチェフの長期循環の波を起こすという「エコロジカル・ニューディール政策」を提唱。英米で「グリーン・ニューディール」が提起される9年前であった。
　

## 著作
- 『現代景気循環論』日本評論社、1962年
- 『転形期の経済思想　―その政治力学的考察―』徳間書店、1967年
- 『市民のための経済入門』有斐閣選書、1969年
- 『茶の間の経済学』家の光協会, 1971.
- 『日本経済の条件』読売新聞社、1976年
- 『都市環境の条件』日本評論社、1980年

## 共著
- 豊かさのなかの危機 新しい「幸福論」への試み 岸田純之助,高坂正堯共著 日本経営出版会, 1970.
- 現代経済をみる眼 執筆者代表 相原光,力石,新野幸次郎 1971. 有斐閣選書
- 図説"にっぽん"の経済 大来佐武郎と監修　ダイヤモンド社 1972.
- 『発想』牧衷共編著　1-4　季節社、2000-02

## 注
1. ↑  法政大名誉教授の力石定一さん死去 毎日新聞 2016年1月31日閲覧
2. ↑  法政大学戦後五〇年史編纂委員会 『法政大学と戦後五〇年』 法政大学、2004年、109頁